# (45700) Levi-Setti
(45700) Levi-Setti est un astéroïde de la ceinture principale.

## Description
(45700) Levi-Setti est un astéroïde de la ceinture principale. Il fut découvert le 3 mars 2000 aux Monts Santa Catalina par le projet CSS. Il présente une orbite caractérisée par un demi-grand axe de 2,58 UA, une excentricité de 0,19 et une inclinaison de 11,5° par rapport à l'écliptique.

## Compléments